# حبيبة الغريبي
حبيبة الغريبي ولدت في 9 أبريل 1984 في القيروان، هي عداءة تونسية، متخصصة في سباقات المسافات المتوسطة والطويلة. والغريبي هي بطلة العالم في 3000 متر موانع في بطولة العالم 2011 وصاحبة الميدالية الذهبية في الألعاب الأولمبية الصيفية 2012. وتملك من جهة أخرى الرقم القياسي التونسي في مسافة 3000 متر موانع ب9 دق 5 ث 36 منذ 11 سبتمبر 2015.

## المسيرة الرياضية

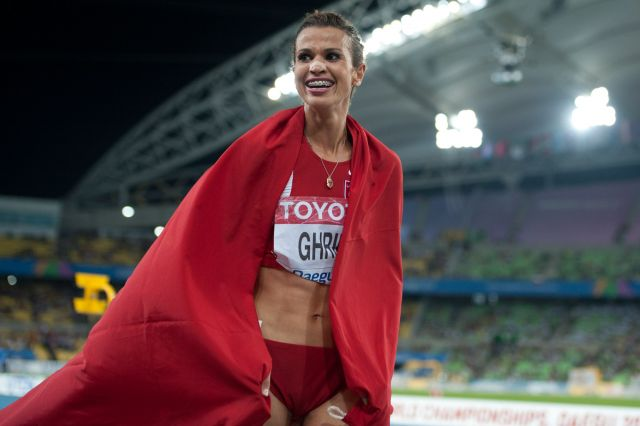
حبيبة الغريبي خلال بطولة العالم لألعاب القوى 2011 في دايجو

بداية حبيبة في النادي الرياضي الصفاقسي، وهي تنشط حاليا منذ عام 2007 في نادي فرانكوفيل الفرنسي.
حصلت على الميدالية الفضية في 3000 متر موانع في بطولة أفريقيا عام 2006. شاركت في الألعاب الأولمبية 2008 في بكين (الصين)، حيث حصلت على المركز الثالث عشر في السباق النهائي، وسجلت رقما قياسيا تونسيا جديدا بـ 9:36.43.
حصلت حبيبة عام 2009 على المركز الثالث في سباق 1500 متر في ألعاب البحر الأبيض المتوسط، وقد حسنت في وقت لاحق من ذلك الموسم رقمها القياسي الوطني في الموانع في بطولة العالم في برلين (ألمانيا)، حيث حصلت على المركز السادس بـ 9:12.52.
حصلت في أغسطس 2011 على الميدالية الفضية في 3000 متر موانع في بطولة العالم لألعاب القوى في ديغو (كوريا الجنوبية)، محطمة بذلك الرقم القياسي التونسي في هذه المسافة (9:11.97). وهذه هي أول ميدالية فضية تونسية في بطولة العالم لألعاب القوى.
حصلت في أغسطس 2012 على المركز الثاني (الميدالية الفضية) في ألعاب القوى 3000 متر موانع في الألعاب الأولمبية 2012 بلندن، محطمة بذلك الرقم القياسي التونسي في هذه المسافة مرة أخرى (9:08.37).
في 24 مارس 2016، قامت محكمة التحكيم الرياضية بالموافقة على طلبالاتحاد الدولي لألعاب القوى ضد وكالة مكافحة المنشطات الروسية (RUSADA)، وقررت تجريد العداءة يوليا زاربوفا من لقبها كبطلة العالم لألعاب القوى في 2011 وميداليتها الذهبية في الألعاب الأولمبية 2012، وبذلك أصبحت حبيبة الغريبي بطلة العالم لألعاب القوى في 2011 وصاحبة الميدالية الذهبية في الألعاب الأولمبية الصيفية 2012 وهي أيضا أول بطلة أولمبية تونسية.

### الرقم القياسي العالمي
تمكنت حبيبة الغريبي يوم الجمعة 17 جويلية 2015 من تحطيم الرقم القياسي العالمي لهذه السنة في سباق 3000 متر حواجز، في ملتقى موناكو الذي يندرج ضمن منافسات الدوري الماسي لألعاب القوى.
وقطعت الغريبى مسافة السباق في 9دق و11ث و28 جزء من الثانية متقدمة على الكينيّة هيفين جيبكيمو صاحبة الرقم القياسي الماضي (9دق و12ث و51 جزء من الثانية).

## سجل منافساتها

### الدولية
| العام      | المسابقة                     | المكان                | المركز     | حدث            | ملاحظة        |
| ممثلا تونس | ممثلا تونس                   | ممثلا تونس            | ممثلا تونس | ممثلا تونس     | ممثلا تونس    |
| ---------- | ---------------------------- | --------------------- | ---------- | -------------- | ------------- |
| 2002       | بطولة أفريقيا لألعاب القوى   | رادس، تونس            | 11         | 5000 متر       | 17 دق 02 ث 12 |
| 2005       | البطولة العربية لألعاب القوى | رادس، تونس            | 2          | 000 10 متر     | 35 دق 5 ث 83  |
| 2006       | بطولة أفريقيا لألعاب القوى   | بامبوس، موريشيوس      | 2          | 3000 متر موانع | 10 دق 10 ث 93 |
| 2008       | الألعاب الأولمبية الصيفية    | بكين، الصين           | 13         | 3000 متر موانع | 9 دق 36 ث 43  |
| 2009       | بطولة العالم لألعاب القوى    | برلين، ألمانيا        | 6          | 3000 متر موانع | 9 دق 12 ث 52  |
| 2009       | ألعاب البحر الأبيض المتوسط   | بسكارا، إيطاليا       | 3          | 1500 متر       | 4 دق 12 ث 37  |
| 2011       | بطولة العالم لألعاب القوى    | دايغو، كوريا الجنوبية | 1          | 3000 متر موانع | 9 دق 11 ث 97  |
| 2012       | الألعاب الأولمبية الصيفية    | لندن، المملكة المتحدة | 1          | 3000 متر موانع | 9 دق 08 ث 37  |
| 2014       | الدوري الماسي                | زيورخ، سويسرا         | 1          | 3000 متر موانع | 9 دق 15 ث 23  |
| 2015       | بطولة العالم لألعاب القوى    | بكين، الصين           | 2          | 3000 متر موانع | 9 دق 19 ث 24  |
| 2015       | الدوري الماسي                | موناكو، موناكو        | 1          | 3000 متر موانع | 9 دق 11 ث 28  |
| 2015       | الدوري الماسي                | بروكسل، بلجيكا        | 1          | 3000 متر موانع | 9 دق 5 ث 36   |

### الوطنية
بطلة تونس 3 مرات في بطولة تونس لألعاب القوى في:
- 1500 متر:
  - بطولة تونس لألعاب القوى 1999.
- 3000 متر:
  - بطولة تونس لألعاب القوى 2004.
  - بطولة تونس لألعاب القوى 2005.

## أرقام قياسية
| الفئة          | الرقم القياسي | المكان           | التاريخ        | ملاحظات            |
| -------------- | ------------- | ---------------- | -------------- | ------------------ |
| 1500 متر       | 4 دق 6 ث 38   | زغرب، كرواتيا    | 2 سبتمبر 2014  | رقم قياسي لتونس    |
| 3000 متر       | 8 دق 52 ث 06  | فرانكوفيل، فرنسا | 28 أبريل 2013  | رقم قياسي لتونس    |
| 5000 متر       | 16 دق 12 ث 09 | رادس، تونس       | 22 يونيو 2003  |                    |
| 3000 متر موانع | 9 دق 5 ث 36   | بروكسل، بلجيكا   | 11 سبتمبر 2015 | رقم قياسي لأفريقيا |

## الأوسمة والتشريفات
- الصنف الثالث من وسام الجمهورية في 15 سبتمبر 2015 من قبل الرئيس التونسي الباجي قائد السبسي.[7]
- سفيرة الأكاديمية الدولية للاعبي القوى للثقافة والسلام.[8]
- الميدالية الذهبية لذكرى السلام من قبل الجمعية الدولية لجنود السلام.[9]
- المرأة العربية للعام 2015 في المجال الرياضي.[10]
- أفضل رياضية عربية لسنة 2015 من قبل الاتحاد العربي للصحفيين الرياضيين.[11]

## الحياة الخاصة
تزوجت الحبيبة الغريبي مع خالد بوضراع، مدربها ذو الأصول الجزائرية. أعلنت عن طلاقها بعد الألعاب الأولمبية 2012 في لندن. خطبت بعد ذلك الرياضي الفرنسي ذو الأصل الجزائري بوعبدالله طاهري.

## روابط خارجية
- حبيبة الغريبي على موقع الاتحاد الدولي لألعاب القوى (الإنجليزية)
- حبيبة الغريبي على موقع الدوري الماسي (الإنجليزية)
- حبيبة الغريبي على موقع اللجنة الأولمبية الدولية (الإنجليزية)
- حبيبة الغريبي على موقع أوليمبيديا (الإنجليزية)